# 248e régiment de fusiliers motorisés de la Garde
« 29e régiment mécanisé de la Garde », « 29e brigade de fusiliers motorisés de la Garde » et « 30e brigade de fusiliers motorisés » redirigent ici. Pour les unités homonymes, voir 248e régiment, 29e régiment, 29e brigade et 30e brigade.
Le 248e régiment de fusiliers motorisés de la Garde (russe : 248-й гвардейский мотострелковый полк) est une unité militaire de l'Armée de terre soviétique puis russe. Elle combat pendant la Seconde Guerre mondiale sous le nom de 57e brigade de fusiliers motorisés puis de 29e brigade de fusiliers motorisés de la Garde du 10e corps de chars de la Garde. Après-guerre, l'unité continue d'exister comme régiment au sein de la 10e division de chars de la Garde. Elle est dissoute en 2009 en même temps que la 10e division.

## Historique
La brigade est créée en mars-avril 1943 dans la région de Sverdlovsk comme 30e brigade de fusiliers motorisés (30-я мотострелковая бригада). Elle rejoint le 30e corps de chars (renommé 10e corps de chars de la Garde en octobre 1944) dont elle suit le parcours. Elle reçoit le titre honorifique Ounetchskaïa (Уманская) en septembre 1943 après la libération de la ville d'Ounetcha. La brigade reçoit l'ordre de Bogdan Khmelnitski, 1re classe, le 10 août 1944 en récompense de la libération de Lvov. Le 19 février 1945, elle reçoit l'ordre de Souvorov, 2e classe, pour la prise de Petrikau. Elle reçoit l'ordre de Koutouzov, 2e classe, le 26 avril 1945 en récompense de la percée soviétique au sud-ouest d'Oppeln et l'ordre d'Alexandre Nevski pour la prise de Ratibor et de Biskau. Elle reçoit l'ordre du Drapeau rouge le 28 mai pour la traversée de la Neisse et les prises de Cottbus, Lübben, Zossen, Beelitz, Luckenwalde, Treuenbrietzen, Zahna, Marienfelde, Trebbin, Rangsdorf et Krummnußbaum. Elle reçoit enfin l'ordre de Lénine le 4 juin pour sa participation à la bataille de Berlin.
En 1945, la brigade est réduite et devient le 29e régiment de fusiliers motorisés de la Garde (29-й гвардейский мотострелковый полк), au sein  de la 10e division de chars de la Garde, formée à partir du 10e corps. En mai 1953, le régiment est renommé 29e régiment mécanisé de la Garde (29-й гвардейский механизированный полк), en garnison à Krampnitz (en). Le 17 mai 1957, le régiment devient le 248e régiment de fusiliers motorisés de la Garde. En mai 1983, la 10e division quitte Krampnitz et s'installe à Altengrabow.
En 1993-1994, devenus des unités des forces armées de la fédération de Russie, la 10e division et le 248e régiment sont rapatriés en Russie et s'installent à Bogoutchar. Le 248e régiment est dissous en 2009, en même temps que sa division.